# Arctic Coal Company
Arctic Coal Company (em português: Companhia de Carvão do Ártico) era uma empresa de mineração de carvão que operava minas em Longyearbyen (então Longyear City) em Svalbard, Noruega, entre 1906 e 1916.
O industrial americano John Munro Longyear visitou Spitsbergen como turista em 1901, onde se encontrou com uma expedição de prospecção de carvão. Ele retornou a Spitsbergen em 1903, onde conheceu Henrik B. Næss em Adventfjorden, que lhe deu amostras e informações sobre campos de carvão. Junto com seu associado Frederick Ayer, Longyear comprou as reivindicações norueguesas no lado oeste de Adventfjorden, instalou William D. Munroe como gerente geral e expandiu significativamente as reivindicações no ano seguinte. Em 1906, a Arctic Coal Company, com sede em Boston, com Ayer e Longyear como principais acionistas, iniciou a mineração na 1a. Mina, depois de ter construído docas e moradias. A empresa tinha administração norte-americana, mas principalmente trabalhadores noruegueses, e nomeou a cidade de Longyear City.  O carvão foi transportado a 1,2 km (0,75 mi) da mina até o porto usando um teleférico construído pela empresa alemã Adolf Bleichert & Co. de Leipzig. Em 1913, a empresa iniciou os trabalhos preliminares para abrir a 2a. Mina. Após dificuldades financeiras durante a Primeira Guerra Mundial, as operações de mineração foram compradas pela Store Norske Spitsbergen Kulkompani, que foi incorporada em Oslo em 30 de novembro de 19166.